# ヤシン・アブデラウィ
ヤシン・アブデラウィ（Yassine Abdellaoui、1975年6月21日 - ）は、オランダ・デン・ボス出身の元サッカー選手。ポジションはミッドフィールダー。

## 経歴
1992年にヴィレムIIでプロデビュー。1994年に移籍したNACブレダで才能が開花し、1997年のラ・リーガ移籍を勝ち取った。
そのラ・リーガのラージョ・バジェカーノではリーグ戦には24試合に出場したものの、無得点に終わり、わずか1シーズンでクラブを退団した。